# 니라드 C. 차우드후리
니라드 찬드라 차우두리 CBE(Nirad Chandra Chaudhuri CBE, 1897년 11월 23일 ~ 1999년 8월 1일)는 인도의 작가였다.
1990년에 옥스퍼드 대학교는 당시 옥스퍼드 시의 오랜 거주자였던 차우두리에게 명예 문학박사 학위를 수여했다. 1992년에는 명예 대영 제국 훈장 사령관(CBE)이 되었다.

## 전기

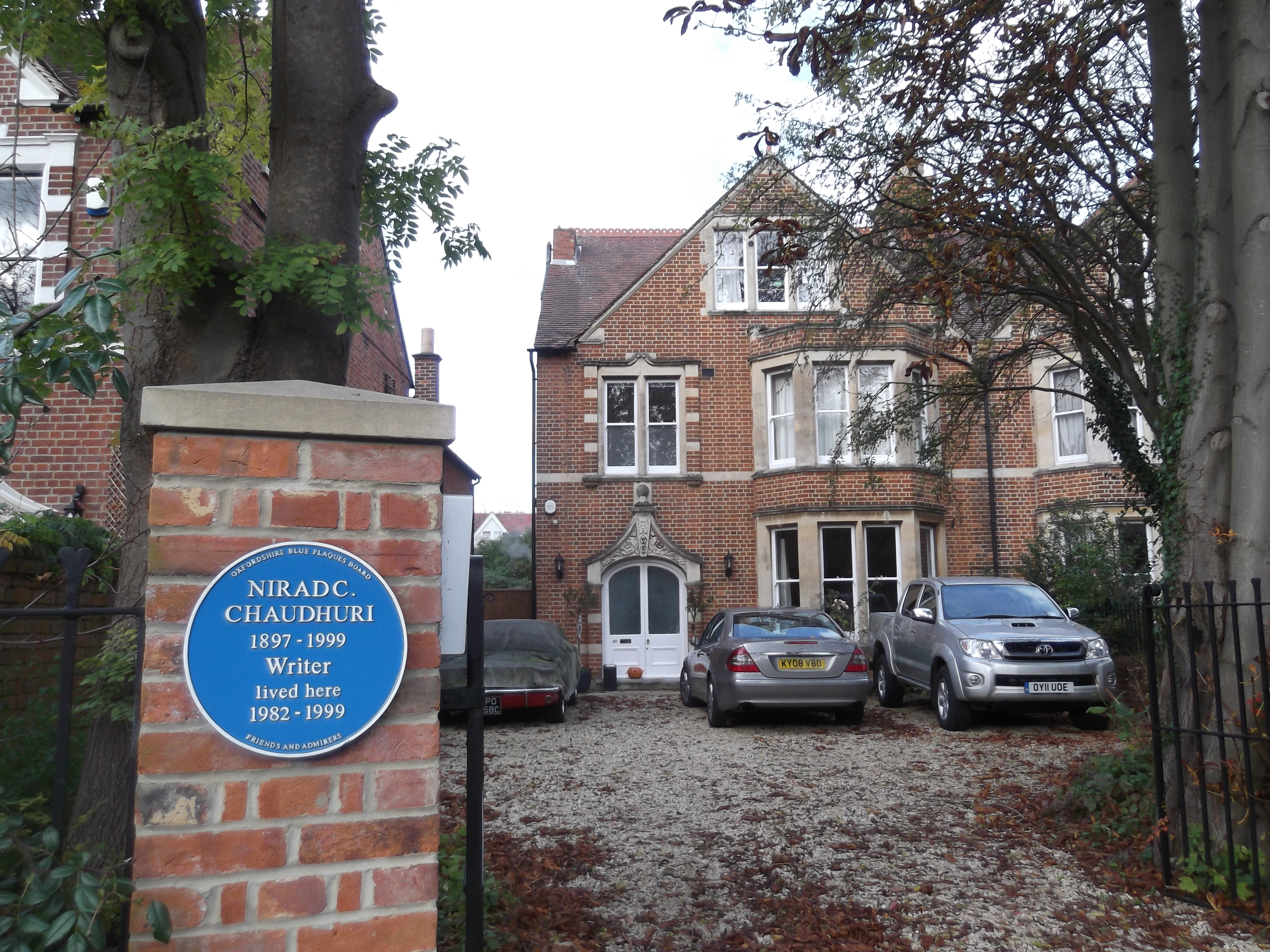
니라드 차우두리의 옛집인 래스버리 로드 20번지, 블루 플라크가 있다.

차우두리는 영국령 인도 동벵골 마이멘싱 키쇼레간지구(현 방글라데시)에서 변호사 우펜드라 나라얀 차우두리와 수실라 순다라니 차우두라니의 여덟 자녀 중 둘째로 태어났다. 그의 부모는 브라마 사마지 운동에 속한 자유주의적인 중산층 힌두교도였다.
FA 시험에 합격한 후, 그는 저명한 벵골 작가 비브후티브후샨 반디오파디아이와 함께 콜카타의 리폰 칼리지(현 수렌드라나트 칼리지)에 입학했다. 그 후 니라드는 콜카타의 스코틀랜드 교회 칼리지 역사학과에 입학했다. 1918년 캘커타 대학교 스코틀랜드 교회 칼리지 학생으로서 그는 역사학 우등으로 졸업하고 성적 우수자 명단에 이름을 올렸다. 그는 저명한 인도인 학자이자 역사가인 칼리다스 나게르 교수와 함께 스코틀랜드 교회 칼리지 세미나에 참여했다. 학사 학위를 취득한 후, 그는 석사 학위를 위해 캘커타 대학교에 입학했다. 그러나 시험에 응시하지 못하여 대학원 학위를 취득하지 못했다. 이것이 그의 정식 교육의 끝이었다. 한편 1917년 그는 '역사 속의 객관적 방법'이라는 제목의 이론적 논문을 썼다.
차우두리는 1959년에 잉글랜드로 이주했고 1979년에 옥스퍼드에 정착했다.
차우두리는 생애 마지막까지 다작을 한 작가였고, 99세에 마지막 작품을 출판했다. 그의 아내 아미야 차우두리는 1994년 잉글랜드 옥스퍼드에서 사망했다. 그 역시 옥스퍼드에서 102세 생일을 석 달 앞둔 1999년에 사망했다. 그는 1982년부터 사망할 때까지 래스버리 로드 20번지에 살았으며 옥스퍼드셔 블루 플라크 위원회에 의해 2008년에 블루 플라크가 설치되었다.
수마트라 마이트라 박사는 스펙테이터의 서평에서 그를 영국령 인도의 잊힌 선각자라고 불렀다.

## 주요 작품
1951년에 출간된 그의 대표작 미지의 인도인의 자서전은 그를 위대한 인도 작가 반열에 올려놓았다. 차우두리는 미지의 인도인의 자서전이 '자서전이라기보다는 기술적 민족학 연습'이라고 말했다. 그는 세기 초반에 한 인도인이 성인으로 성장한 환경을 묘사하는 데 관심을 기울이며, 책의 기본 원칙이 환경이 그 결과물보다 우선해야 한다고 느끼기 때문에 자신에게 가장 큰 영향을 미친 세 곳을 애정 깊고 감각적인 세부 묘사로 설명한다. 그곳은 그가 열두 살이 될 때까지 살았던 시골 마을 키쇼레간지, 그의 조상 마을 방그램, 그리고 그의 어머니 마을 칼리쿠치이다. 네 번째 장은 그의 상상력에서 큰 부분을 차지했던 잉글랜드에 할애되어 있다. 책 후반부에는 콜카타, 벵골 르네상스, 민족주의 운동의 시작, 그리고 그가 아마도 세계에서 가장 위대한 문명이라고 생각했던 전원적인 영국의 모습과는 대조적인 인도에서의 영국인과의 경험에 대해 이야기한다. 이러한 주제들은 차우두리 작품의 대부분에서 주요 관심사로 남아 있으며, 그의 문화와 정치에 대한 결정론적 관점도 마찬가지이다. 그는 새로 독립한 인도에서 다음과 같은 헌사로 인해 논란을 일으켰다.
인도의 대영 제국을 기리며,

우리에게 신민의 자격을 부여했지만,

시민권은 유보했다.

그럼에도 우리 각자는 도전을 던졌다:

"나는 브리튼 시민이다"

우리의 모든 선하고 살아있는 것은

그 자체가 만들어지고, 형성되고, 활성화되었다

바로 그 영국 통치에 의해.
때때로 '차우두리는 정부에서 쫓겨났고, 연금을 박탈당했으며, 인도에서 작가로서 블랙리스트에 올랐고, 가난한 삶을 살 수밖에 없었다'고 언급되기도 한다. 그러나 차우두리가 영국으로 이민하는 것을 도왔던 사회학자 에드워드 실스는 자신의 글 '세계의 시민'(American Scholar, 1988)에서 차우두리가 의무 은퇴 연령인 55세에 은퇴했지만, 충분한 근무 연수를 채우지 못했기 때문에 연금 자격이 없었다고 밝혔다. 또한 '게다가 그는 인도 정부가 직원들의 회고록 출판을 금지하는 법을 제정했기 때문에 올 인디아 라디오의 정치 평론가 직을 포기해야 했다'고도 언급된다. 이것은 사실이 아니다. 직원들은 무엇이든 출판하기 전에 승인을 받아야 한다는 기존 규칙이 있었다. 차우두리는 근무 연장 요청을 거부당했다. 그는 크리슈나 메논과 같은 고위 인사들의 심한 비판 때문에 더 이상 프리랜서 강연을 요청받지 않았다. 그러나 그는 비정부 잡지에는 계속 출판했다.
차우두리는 비판가들이 충분히 주의 깊은 독자가 아니었다고 주장했다. 그는 1997년 그랜타 특별판에 "헌사는 사실 영국 통치자들이 우리를 동등하게 대우하지 않은 것에 대한 비난이었다"고 썼다. 전형적으로 그의 인식을 보여주기 위해 그는 고대 로마와의 유사점을 이용했다. 차우두리는 이 책의 헌사가 키케로가 시칠리아의 로마 프로콘술 베레스의 행동에 대해 말한 것을 모방한 것이라고 언급했다. 베레스는 시칠리아 로마 시민들을 억압했고, 그들은 절망 속에서 "나는 로마 시민이다"라고 외쳤다.
57세인 1955년에 차우두리는 처음으로 해외로 나갔다. 돌아온 후 그는 『잉글랜드로의 통로』(1959)를 썼다. 이 책에서 그는 잉글랜드로의 5주간의 방문, 그리고 파리에서의 2주와 로마에서의 1주에 대해 간략히 이야기했다. 델리 자택을 떠나 이 기간 동안 그는 박물관, 미술관, 대성당, 컨트리 하우스를 방문하고 연극과 콘서트를 관람했다. 차우두리는 대영 제국에서 자랐고 이제 독립한 인도의 시민이 된 사람의 관점에서 자신의 경험을 성찰한다.
그의 후기 작품에는 개인 에세이, 전기, 역사 연구가 포함된다.

## 차우두리 작품에 대한 현대적 논의
- R. K. 다완의 『니라드 C. 차우두리: 비범한 학자』(프레스티지 북스, 인도, 2001; ISBN 978-8175510876)
- 헤만트 쿠마르 자의 『니라드 C. 차우두리: 그의 정신과 예술』(LAP 램버트 아카데믹 퍼블리싱, 2014; ISBN 978-3659645273)
- 이안 아몬드의 『니라드 C. 차우두리의 사상: 이슬람, 제국, 상실』(케임브리지 대학교 출판부, 2015; ISBN 978-1-107-09443-7)
- 샤크티 바트라의 차우두리 『미지의 인도인의 자서전』 비평 연구(수르지트 퍼블리케이션, 인도, 2019; ISBN 978-81-229-1232-6).
- 앨라스테어 니븐은 차우두리와 그의 작품에 대한 새로운 관점인 『미지의 니라드 C. 차우두리 알기』를 제공하며, 이는 그의 사망 25주년(2024년)에 출판될 예정이다.

## 영예
- 1967년 더프 쿠퍼 기념상
- 1988년 아난다 푸라슈카르
- 1990년 옥스퍼드 대학교에서 DLitt.[9]
- 1997년 서벵골 주정부가 수여한 비디야사가르 푸라슈카르
- 1997년 비스와바라티가 수여한 데시코타마

## 도서
- 미지의 인도인의 자서전 (1951)
- 잉글랜드로의 통로 (1959)
- 키르케의 대륙 (1965)
- 인도의 지식인 (1967)
- 살 것인가 죽을 것인가 (1971)
- 비범한 학자, 프리드리히 막스 뮐러 교수님 전기 (1974)
- 허영심 가방 속의 문화 (1976)
- 인도 클라이브 (1975)
- 힌두교: 살아가기 위한 종교 (1979)
- 그대 손, 위대한 무정부주의자! (1987)
- 새로운 묵시록의 세 기수 (1997)
- 동쪽은 동쪽, 서쪽은 서쪽 (미출판 에세이 모음)
- 백세인의 기록 (미출판 에세이 모음)
- 왜 나는 잉글랜드를 애도하는가 (미출판 에세이 모음)